# ひまわり (太陽光自動集光・伝送装置)

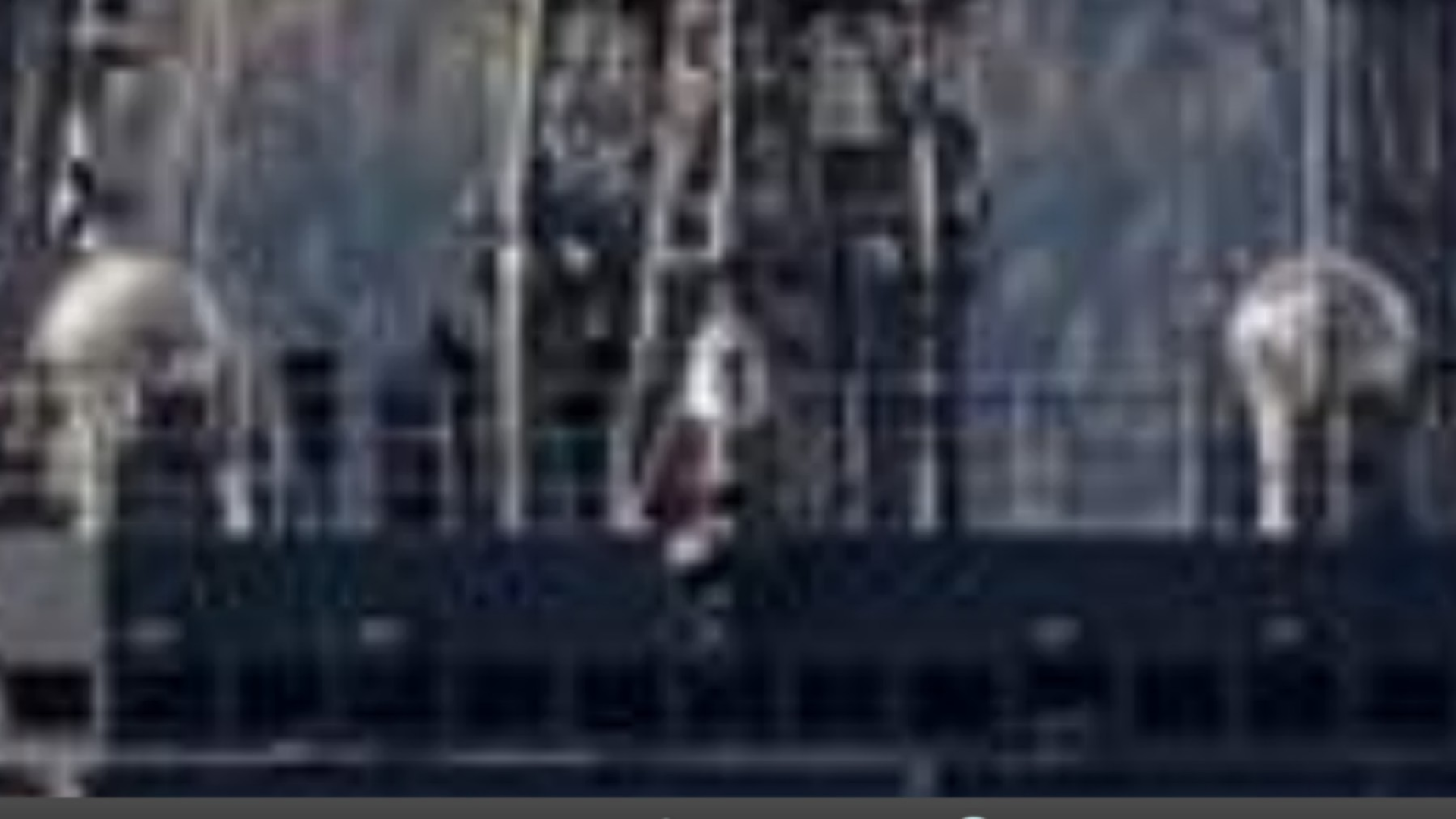
ひびき艦橋上に搭載された「ひまわり」

ひまわりは、森ビルグループのラフォーレエンジニアリングが製造・販売する太陽光採光システム。

## 概要
太陽光を屋外に設置したフレネルレンズパネルで収束させ、光ファイバーケーブルを用いて屋内の希望場所まで運び、照射器具から照射するシステムとなっており、フレネルレンズパネルを太陽を自動追尾するように動作させるため、天窓や鏡を利用するシステムのように部屋の位置や窓の方位、太陽高度による影響がなく、一日中安定した採光が可能である。
鉄道駅では「エコステーション」を掲げるJR京葉線の海浜幕張駅や相鉄本線の三ツ境駅に導入されている。
また陸上施設以外では、海上自衛隊のひびき型音響測定艦の体育室への利用例などもある。艦橋上の両舷に採光ドームが設置されている。